# Piercia zukwalensis
Piercia zukwalensis là một loài bướm đêm trong họ Geometridae.